# Rafael Castillo (Buenos Aires)
Rafael Castillo es una localidad del partido de La Matanza, en la provincia de Buenos Aires, Argentina. Forma parte del aglomerado urbano del Gran Buenos Aires.

## Historia
Rafael Castillo, político y abogado de origen catamarqueño que era dueño de varios terrenos de la zona, donó terrenos para el paso del Ferrocarril Central Midland que tenía su cabecera en Puente Alsina. A modo de agradecimiento, la compañía bautizó Rafael Castillo a la nueva parada inaugurada allí el 15 de mayo de 1911.
Rafael Castillo fue el ministro del Interior durante la presidencia de Manuel Quintana entre 1904 y 1906 y era hermano de Ramón Castillo, presidente de la Nación Argentina entre 1942 y 1943.
A principios del siglo XX era un paraje de características rurales. Las familias Castillo y Blanco tuvieron la iniciativa de levantar una iglesia. En 1912 se construyó la iglesia de la Sagrada Familia, luego llamada Inmaculada Concepción y desde 1968, San Rafael, declarada Patrimonio Histórico y Cultural por Ordenanza 11.599/01 del Municipio.
Hacia 1930 la localidad contaba con no más de 3000 habitantes y seguía siendo una zona netamente rural con muchos establecimientos de granja, quintas, tambos y hornos de ladrillos.
En la década de 1940 comienzan a pavimentarse las primeras calles y a crecer lentamente la población que, en 1960, llegó a las 6000 personas. Hacia 1950 Rafael Castillo fue escenario de corridas de toros en el Tambo de Toledo, que reunían a habitantes de la zona y de localidades vecinas que llegaban en tren.
Fue declarada ciudad el 18 de octubre de 1974 por ley N.º 8252 de la legislatura bonaerense.

## Geografía
Rafael Castillo se encuentra al oeste de la Ciudad de Buenos Aires, cercana a los límites del aglomerado urbano del Gran Buenos Aires. Se la suele incluir dentro del llamado «segundo cordón» del Gran Buenos Aires. Tiene una superficie de 14,25 km², siendo sus límites las calles Cristianía, Polledo, la avenida Carlos Casares, La Bastilla, Intendente Russo, Billinghurst, García Merou, av. Eva Perón (ex Pierrestegui) y av. Don Bosco. Las últimas cuatro constituyen, además, el límite con los partidos de Merlo y Morón.
Limita con las localidades de Castelar, Morón, Villa Luzuriaga, Isidro Casanova, Gregorio de Laferrere, González Catán y Libertad.
En la localidad nacen los arroyos Dupuy y Susana, actualmente en buena parte entubados o canalizados, que desaguan en el río Matanza.

## Demografía
De acuerdo con el censo de 2010, su población era de 147.965 habitantes. Entonces era la quinta localidad con más habitantes del partido. Esto representa un aumento del 42,3 % respecto a los 103.992 registrados en el anterior censo de 2001.
| Gráfica de evolución demográfica de Rafael Castillo entre 1991 y 2022 |
|                                                                       |
| Fuente: Censos nacionales del INDEC                                   |

## Transporte

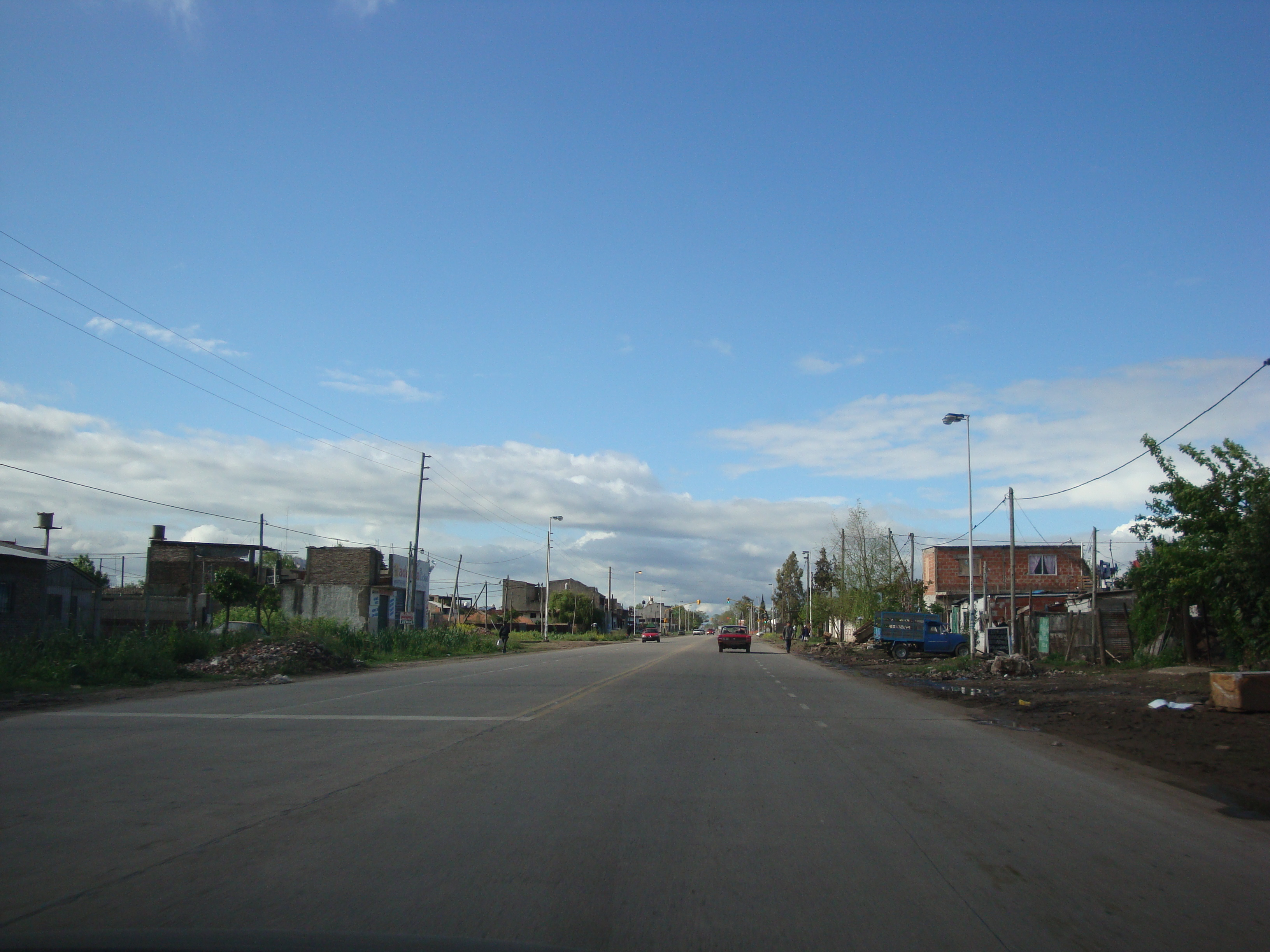
Ruta provincial 1001, a su paso por Rafael Castillo.

Por Rafael Castillo pasa la ruta provincial 17 con el nombre de avenida Carlos Casares. El principal acceso al centro comercial de la localidad se encuentra por esta avenida a algo más de 3 km de la ruta nacional 3, que atraviesa gran parte del partido de La Matanza. Además la localidad es bordeada por la ruta provincial 1001. Otras arterias importantes que cruzan la localidad son Intendente Federico Pedro Russo, José Bernaldes Polledo y las avenidas Cristianía y Don Bosco.
Además, está comunicada por la estación de ferrocarril homónima, de la línea Belgrano Sur.

### Líneas de colectivos
- 96: Constitución - R. Castillo por Atalaya
- 96: Constitución - R. Castillo por autopista
- 174: Liniers - R. Castillo
- 174: Liniers - R. Castillo x SIAM
- 236: Morón - Laferrere
- 242: Liniers - B. Abadía por Don Bosco
- 242: Liniers - B. El Cortijo
- 284: Liniers - B. América por Mosconi
- 378: Liniers - R. Castillo por San Martín
- 621: Ramos Mejía - R. Castillo por Carlos Casares

## Barrios

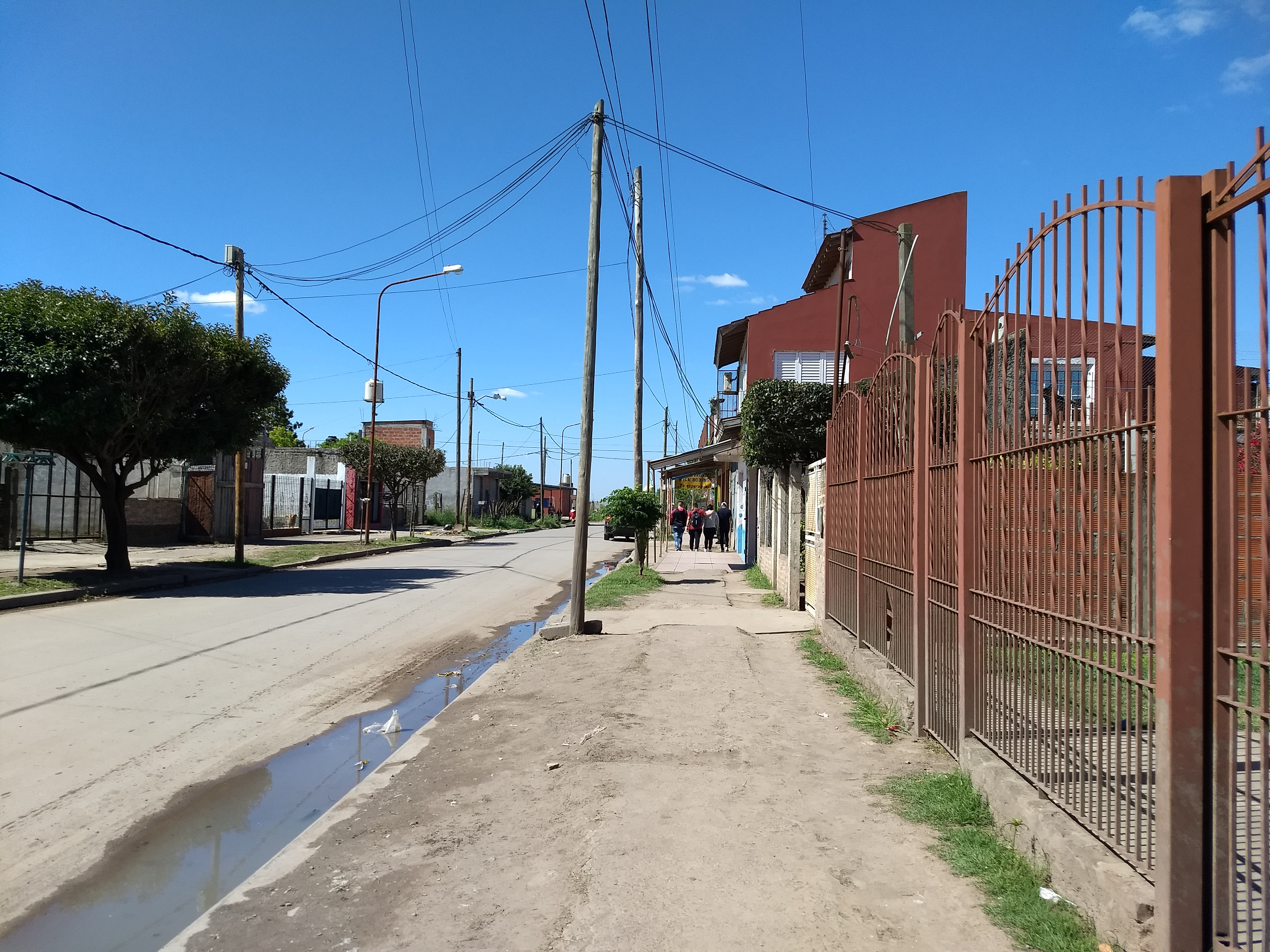
Calle Marcelo Gamboa, en un barrio del sur de la localidad.

- Abadía[10][11]
- Altos de Castillo[12]
- América[11]
- Castillo Centro,[12] el núcleo comercial de la localidad, ubicada en los alrededores de la estación homónima.
- Central[11][12]
- Don Manuel[13][14]
- El Porvenir[12][15]
- El Torero[11][14][16]
- El Trébol[16]
- El Vivero[17]
- Guadalupe[18]
- Hipólito Yrigoyen[19]
- Islas Malvinas[11]
- Itatí[11]
- La Bastilla[20]
- Latinoamérica[16][21]
- Luján[12]
- Lusitano[22]
- San Antonio[11]
- San Cayetano[11][12]
- San José[12]
- San Roque[23]

## Religión
La localidad pertenece a la diócesis de Gregorio de Laferrere de la Iglesia católica. Algunas parroquias son Beata Laura Vicuña, Sagrado Corazón de Jesús, Nuestra Señora de la Asunción y Cristo Obrero. 

## Personas destacadas
- Julio Cruciani, exjuez y político, nació en Rafael Castillo.
- Oscar Garré, exfutbolista, campeón de la Copa Mundial de Fútbol de 1986, vivió en Rafael Castillo hasta los 22 años y estudió en la escuela n.º 14.[24]
- Lucas Granja, piloto de automovilismo de velocidad.[25]
- Gabriela Margall, escritora e historiadora.
- Leonardo Pisculichi, futbolista, nació en Rafael Castillo y jugó en el Club Los Ángeles de la localidad.[26][27]
- Cristian Poglajen, voleibolista, vivió en Rafael Castillo.[28]
- Pedro Romaniuk, ufólogo.[29]
- Jorge Eduardo Abrego, comerciante Electrónica Zeta
- Félix Saborido, dibujante e historietista, vivió en Rafael Castillo.[30][31]
- Serpentor, banda de thrash metal.[32]